# Betelgeuse variabilis
Betelgeuse variabilis är en stekelart som beskrevs av Shaw 2002. Betelgeuse variabilis ingår i släktet Betelgeuse och familjen bracksteklar. Inga underarter finns listade.